# Fußball-Club Energie Cottbus 2002-2003
Questa voce raccoglie le informazioni riguardanti il Fußball-Club Energie Cottbus nelle competizioni ufficiali della stagione 2002-2003.

## Stagione
Nella stagione 2002-2003 l'Energie Cottbus, allenato da Eduard Geyer, concluse il campionato di Bundesliga al 18º posto e retrocesse in 2. Bundesliga. In Coppa di Germania l'Energie Cottbus fu eliminato al secondo turno dal Kaiserslautern.

## Rosa
| N. |                      | Ruolo | Calciatore           |
| -- | -------------------- | ----- | -------------------- |
| 1  | Germania (bandiera)  | P     | André Lenz           |
| 3  | Germania (bandiera)  | D     | Christian Beeck      |
| 4  | Germania (bandiera)  | D     | Rayk Schröder        |
| 6  | Brasile (bandiera)   | D     | Vragel da Silva      |
| 7  | Romania (bandiera)   | C     | Laurențiu Reghecampf |
| 9  | Polonia (bandiera)   | A     | Andrzej Juskowiak    |
| 10 | Rep. Ceca (bandiera) | A     | Robert Vágner        |
| 11 | Germania (bandiera)  | C     | Timo Rost            |
| 12 | Germania (bandiera)  | P     | Gunnar Berntsen      |
| 13 | Ungheria (bandiera)  | C     | Zsolt Lőw            |
| 14 | Germania (bandiera)  | C     | Marco Gebhardt       |
| 15 | Germania (bandiera)  | C     | Lars Jungnickel      |
| 16 | Benin (bandiera)     | C     | Moussa Latoundji     |
| 17 | Germania (bandiera)  | D     | Marcel Rozgonyi      |

| N. |                                 | Ruolo | Calciatore           |
| -- | ------------------------------- | ----- | -------------------- |
| 18 | Polonia (bandiera)              | C     | Andrzej Kobylański   |
| 19 | Marocco (bandiera)              | C     | Hamid Termina        |
| 21 | Brasile (bandiera)              | A     | Franklin Bittencourt |
| 22 | Bosnia ed Erzegovina (bandiera) | A     | Marko Topić          |
| 23 | Bosnia ed Erzegovina (bandiera) | P     | Tomislav Piplica     |
| 25 | Bosnia ed Erzegovina (bandiera) | D     | Faruk Hujdurović     |
| 26 | Germania (bandiera)             | A     | Paulo Rink           |
| 30 | Germania (bandiera)             | C     | Silvio Schröter      |
| 31 | Germania (bandiera)             | D     | Patrick Jahn         |
| 32 | Stati Uniti (bandiera)          | D     | Gregg Berhalter      |
| 33 | Germania (bandiera)             | C     | Ronny Thielemann     |
| 34 | Germania (bandiera)             | C     | Torsten Mattuschka   |
| 35 | Germania (bandiera)             | A     | Thomas Reichenberger |
| 27 | Germania (bandiera)             | A     | René Handreck        |

## Organigramma societario
Area tecnica
- Allenatore: Eduard Geyer
- Allenatore in seconda: Hagen Reeck, Petrik Sander
- Preparatore dei portieri: Thomas Köhler
- Preparatori atletici:

## Calciomercato

### Sessione estiva
| Acquisti | Acquisti           | Acquisti              | Acquisti |
| R.       | Nome               | da                    | Modalità |
| -------- | ------------------ | --------------------- | -------- |
| D        | Gregg Berhalter    | Crystal Palace        |          |
| C        | Marco Gebhardt     | Eintracht Francoforte |          |
| A        | Andrzej Juskowiak  | Wolfsburg             |          |
| C        | Zsolt Lőw          | Újpest                |          |
| C        | Torsten Mattuschka | Energie Cottbus II    |          |
| A        | Paulo Rink         | Norimberga            |          |
| D        | Marcel Rozgonyi    | Schalke 04            |          |
| D        | Rayk Schröder      | Hansa Rostock         |          |
| A        | Robert Vágner      | Újpest                |          |

| Cessioni | Cessioni          | Cessioni         | Cessioni |
| R.       | Nome              | da               | Modalità |
| -------- | ----------------- | ---------------- | -------- |
| C        | Vasile Miriuță    | Duisburg         |          |
| A        | Sebastian Helbig  | Colonia          |          |
| D        | János Mátyus      | Hibernian        |          |
| D        | Martin Neubert    | Hansa Rostock II |          |
| C        | Jörg Scherbe      | Uerdingen 05     |          |
| C        | Ottó Vincze       | Zalaegerszeg     |          |
| D        | Witold Wawrzyczek | Karlsruhe        |          |

### Sessione invernale
| Acquisti | Acquisti | Acquisti | Acquisti |
| R.       | Nome     | da       | Modalità |
| -------- | -------- | -------- | -------- |

| Cessioni | Cessioni         | Cessioni         | Cessioni |
| R.       | Nome             | da               | Modalità |
| -------- | ---------------- | ---------------- | -------- |
| D        | Radosław Kałużny | Bayer Leverkusen |          |
| C        | Bruno Akrapović  | Rot-Weiß Erfurt  |          |

## Risultati

### Bundesliga

#### Girone di andata
| Arbitro: | Fleischer |

|           |           |           |
| Sebők 79’ | Marcatori | 64’ Šimák |

| Arbitro: | Kemmling |

|                                                     |           |  |
| Christiansen 26’, 35’, 84’ Freier 33’ Hashemian 64’ | Marcatori |  |

| Arbitro: | Aust |

|  |           |                                         |
|  | Marcatori | 17’, 64’ Rydlewicz 27’ Prica 47’ Wibrån |

| Arbitro: | Stark |

|              |           |                                             |
| Idrissou 24’ | Marcatori | 8’ Topić 63’ (aut.) Idrissou 90’ Jungnickel |

| Arbitro: | Jansen |

|  |           |                    |
|  | Marcatori | 51’ (aut.) Piplica |

| Arbitro: | Kinhöfer |

|                                   |           |          |
| Zickler 45’ Ballack 47’ Élber 76’ | Marcatori | 19’ Rink |

| Arbitro: | Steinborn |

|  |           |           |
|  | Marcatori | 55’ Marić |

| Arbitro: | Krug |

|                                                |           |  |
| Klose 18’, 72’ Knavs 49’ Hujdurović 76’ (aut.) | Marcatori |  |

| Arbitro: | Fandel |

|  |           |                       |
|  | Marcatori | 22’ Paraíba 44’ Alves |

| Stoccarda 26 ottobre 2002, ore 15:30 CEST 10ª giornata | Stoccarda | 0 – 0 referto | Energie Cottbus | Gottlieb-Daimler-Stadion (23 000 spett.)\| Arbitro: \| Sippel \| |
| Arbitro:                                               | Sippel    |               |                 |                                                                  |

| Arbitro: | Fleischer |

|  |           |            |
|  | Marcatori | 79’ Möller |

| Arbitro: | Strampe |

|                                  |           |  |
| Felgenhauer 2’ Ulich 6’ Hout 22’ | Marcatori |  |

| Arbitro: | Meyer |

|                         |           |          |
| Kobylański 8’ Beeck 66’ | Marcatori | 72’ Kauf |

| Arbitro: | Merk |

|             |           |               |
| Cardoso 47’ | Marcatori | 90’ Juskowiak |

| Arbitro: | Wagner |

|                                |           |                                              |
| Topić 80’ Kałużny 85’ Rink 86’ | Marcatori | 38’ Lauth 54’, 63’ Schroth 61’ Weissenberger |

| Arbitro: | Krug |

|                              |           |                            |
| Nikl 41’ Petković 52’ (rig.) | Marcatori | 15’ Kałużny 86’ Jungnickel |

| Arbitro: | Kemmling |

|  |           |                                         |
|  | Marcatori | 8’, 90’ Koller 47’ Ewerthon 82’ Amoroso |

#### Girone di ritorno
| Arbitro: | Stark |

|  |           |                                      |
|  | Marcatori | 15’ Gebhardt 32’ Topić 85’ Juskowiak |

| Arbitro: | Gagelmann |

|                             |           |                |
| Reghecampf 2’ Juskowiak 82’ | Marcatori | 90’ Guðjónsson |

| Rostock 8 febbraio 2003, ore 15:30 CET 20ª giornata | Hansa Rostock | 0 – 0 referto | Energie Cottbus | Ostseestadion (17 000 spett.)\| Arbitro: \| Merk \| |
| Arbitro:                                            | Merk          |               |                 |                                                     |

| Arbitro: | Wack |

|                                    |           |  |
| Silva 74’ Reghecampf 77’ Topić 82’ | Marcatori |  |

| Arbitro: | Steinborn |

|  |           |          |
|  | Marcatori | 5’ Topić |

| Arbitro: | Aust |

|  |           |                  |
|  | Marcatori | 33’, 58’ Ballack |

| Arbitro: | Krug |

|                               |           |                               |
| Marić 6’ Präger 29’ Ponte 62’ | Marcatori | 7’ Rink 16’ (rig.) Reghecampf |

| Arbitro: | Jansen |

|          |           |                                   |
| Rost 42’ | Marcatori | 39’ Klose 71’ Hristov 90’ Lokvenc |

| Arbitro: | Kircher |

|                                 |           |            |
| Dárdai 72’ Alves 85’ Preetz 86’ | Marcatori | 10’ Vágner |

| Arbitro: | Fandel |

|                         |           |                                       |
| Vágner 7’ Juskowiak 84’ | Marcatori | 2’ Meißner 75’ Heldt 90’ (rig.) Ganea |

| Arbitro: | Sippel |

|                                |           |  |
| Böhme 45’ (rig.), 61’ Sand 54’ | Marcatori |  |

| Arbitro: | Weiner |

|              |           |             |
| Latoundji 5’ | Marcatori | 82’ Pletsch |

| Arbitro: | Wack |

|                              |           |                  |
| Dabrowski 56’ Wichniarek 58’ | Marcatori | 1’, 40’ Gebhardt |

| Cottbus 3 maggio 2003, ore 15:30 CEST 31ª giornata | Energie Cottbus | 0 – 0 referto | Amburgo | Stadion der Freundschaft (12 448 spett.)\| Arbitro: \| Kircher \| |
| Arbitro:                                           | Kircher         |               |         |                                                                   |

| Arbitro: | Gagelmann |

|                          |           |  |
| Shao 5’ Schroth 33’, 65’ | Marcatori |  |

| Arbitro: | Strampe |

|                         |           |               |
| Topić 13’ Juskowiak 70’ | Marcatori | 21’ Krzynówek |

| Arbitro: | Wagner |

|             |           |          |
| Rosický 25’ | Marcatori | 74’ Rost |

### Coppa di Germania
| Arbitro: | Kircher |

|  |           |                         |
|  | Marcatori | 33’ Kałużny 40’ Miriuță |

| Arbitro: | Gagelmann |

|  |           |          |
|  | Marcatori | 83’ Timm |

## Statistiche

### Statistiche di squadra
| Competizione      | Punti | In casa | In casa | In casa | In casa | In casa | In casa | In trasferta | In trasferta | In trasferta | In trasferta | In trasferta | In trasferta | Totale | Totale | Totale | Totale | Totale | Totale | DR  |
| Competizione      | Punti | G       | V       | N       | P       | Gf      | Gs      | G            | V            | N            | P            | Gf           | Gs           | G      | V      | N      | P      | Gf     | Gs     | DR  |
| ----------------- | ----- | ------- | ------- | ------- | ------- | ------- | ------- | ------------ | ------------ | ------------ | ------------ | ------------ | ------------ | ------ | ------ | ------ | ------ | ------ | ------ | --- |
| Bundesliga        | 30    | 17      | 4       | 3       | 10      | 17      | 30      | 17           | 3            | 6            | 8            | 17           | 34           | 34     | 7      | 9      | 18     | 34     | 64     | -30 |
| Coppa di Germania | -     | 1       | 0       | 0       | 1       | 0       | 1       | 1            | 1            | 0            | 0            | 2            | 0            | 2      | 1      | 0      | 1      | 2      | 1      | +1  |
| Totale            | 30    | 18      | 4       | 3       | 11      | 17      | 31      | 18           | 4            | 6            | 8            | 19           | 34           | 36     | 8      | 9      | 19     | 36     | 65     | -29 |

### Andamento in campionato
| Giornata  | 1 | 2  | 3  | 4  | 5  | 6  | 7  | 8  | 9  | 10 | 11 | 12 | 13 | 14 | 15 | 16 | 17 | 18 | 19 | 20 | 21 | 22 | 23 | 24 | 25 | 26 | 27 | 28 | 29 | 30 | 31 | 32 | 33 | 34 |
| --------- | - | -- | -- | -- | -- | -- | -- | -- | -- | -- | -- | -- | -- | -- | -- | -- | -- | -- | -- | -- | -- | -- | -- | -- | -- | -- | -- | -- | -- | -- | -- | -- | -- | -- |
| Luogo     | C | T  | C  | T  | C  | T  | C  | T  | C  | T  | C  | T  | C  | T  | C  | T  | C  | T  | C  | T  | C  | T  | C  | T  | C  | T  | C  | T  | C  | T  | C  | T  | C  | T  |
| Risultato | N | P  | P  | V  | P  | P  | P  | P  | P  | N  | P  | P  | V  | N  | P  | N  | P  | V  | V  | N  | V  | V  | P  | P  | P  | P  | P  | P  | N  | N  | N  | P  | V  | N  |
| Posizione | 8 | 16 | 17 | 12 | 15 | 17 | 17 | 18 | 18 | 18 | 18 | 18 | 17 | 17 | 18 | 18 | 18 | 18 | 17 | 18 | 17 | 16 | 17 | 18 | 18 | 18 | 18 | 18 | 18 | 18 | 18 | 18 | 18 | 18 |

Legenda:

Luogo: C = Casa; T = Trasferta. Risultato: V = Vittoria; N = Pareggio; P = Sconfitta.

### Statistiche dei giocatori
| Giocatore        | Bundesliga | Bundesliga | Bundesliga  | Bundesliga | Coppa di Germania | Coppa di Germania | Coppa di Germania | Coppa di Germania | Totale   | Totale | Totale      | Totale     |
| Giocatore        | Presenze   | Reti       | Ammonizioni | Espulsioni | Presenze          | Reti              | Ammonizioni       | Espulsioni        | Presenze | Reti   | Ammonizioni | Espulsioni |
| ---------------- | ---------- | ---------- | ----------- | ---------- | ----------------- | ----------------- | ----------------- | ----------------- | -------- | ------ | ----------- | ---------- |
| B. Akrapović     | 7          | 0          | 2           | 1          | 1                 | 0                 | 0                 | 0                 | 8        | 0      | 2           | 1          |
| C. Beeck         | 16         | 1          | 5           | 1          | 1                 | 0                 | 1                 | 0                 | 17       | 1      | 6           | 1          |
| G. Berhalter     | 23         | 0          | 6           | 0          | 1                 | 0                 | 1                 | 0                 | 24       | 0      | 7           | 0          |
| G. Berntsen      | 2          | 0          | 0           | 0          | 0                 | 0                 | 0                 | 0                 | 2        | 0      | 0           | 0          |
| F. Bittencourt   | 3          | 0          | 0           | 0          | 0                 | 0                 | 0                 | 0                 | 3        | 0      | 0           | 0          |
| M. Feldhoff      | 3          | 0          | 0           | 0          | 1                 | 0                 | 0                 | 0                 | 4        | 0      | 0           | 0          |
| M. Gebhardt      | 18         | 3          | 4           | 0          | 1                 | 0                 | 0                 | 0                 | 19       | 3      | 4           | 0          |
| R. Handreck      | 0          | 0          | 0           | 0          | 0                 | 0                 | 0                 | 0                 | 0        | 0      | 0           | 0          |
| F. Hujdurović    | 11         | 0          | 5           | 0          | 1                 | 0                 | 0                 | 0                 | 12       | 0      | 5           | 0          |
| P. Jahn          | 2          | 0          | 0           | 0          | 0                 | 0                 | 0                 | 0                 | 2        | 0      | 0           | 0          |
| L. Jungnickel    | 23         | 2          | 1           | 0          | 1                 | 0                 | 0                 | 0                 | 24       | 2      | 1           | 0          |
| A. Juskowiak     | 24         | 5          | 0           | 0          | 0                 | 0                 | 0                 | 0                 | 24       | 5      | 0           | 0          |
| R. Kałużny       | 15         | 2          | 6           | 0          | 2                 | 1                 | 0                 | 0                 | 17       | 3      | 6           | 0          |
| A. Kobylański    | 17         | 1          | 1           | 0          | 1                 | 0                 | 1                 | 0                 | 18       | 1      | 2           | 0          |
| M. Latoundji     | 25         | 1          | 5           | 0          | 2                 | 0                 | 0                 | 0                 | 27       | 1      | 5           | 0          |
| A. Lenz          | 23         | 0          | 2           | 0          | 2                 | 0                 | 0                 | 0                 | 25       | 0      | 2           | 0          |
| Z. Lőw           | 31         | 0          | 3           | 1          | 2                 | 0                 | 0                 | 0                 | 33       | 0      | 3           | 1          |
| T. Mattuschka    | 4          | 0          | 0           | 0          | 0                 | 0                 | 0                 | 0                 | 4        | 0      | 0           | 0          |
| V. Miriuță       | 7          | 0          | 2           | 0          | 1                 | 1                 | 0                 | 0                 | 8        | 1      | 2           | 0          |
| T. Piplica       | 9          | 0          | 0           | 0          | 0                 | 0                 | 0                 | 0                 | 9        | 0      | 0           | 0          |
| L. Reghecampf    | 30         | 3          | 7           | 0          | 2                 | 0                 | 1                 | 0                 | 32       | 3      | 8           | 0          |
| T. Reichenberger | 11         | 0          | 0           | 0          | 1                 | 0                 | 0                 | 0                 | 12       | 0      | 0           | 0          |
| P. Rink          | 13         | 3          | 2           | 0          | 1                 | 0                 | 0                 | 0                 | 14       | 3      | 2           | 0          |
| T. Rost          | 27         | 2          | 3           | 1          | 1                 | 0                 | 1                 | 0                 | 28       | 2      | 4           | 1          |
| M. Rozgonyi      | 16         | 0          | 2           | 0          | 0                 | 0                 | 0                 | 0                 | 16       | 0      | 2           | 0          |
| R. Schröder      | 0          | 0          | 0           | 0          | 0                 | 0                 | 0                 | 0                 | 0        | 0      | 0           | 0          |
| S. Schröter      | 25         | 0          | 6           | 0          | 2                 | 0                 | 0                 | 0                 | 27       | 0      | 6           | 0          |
| V. Sebők         | 3          | 1          | 0           | 0          | 0                 | 0                 | 0                 | 0                 | 3        | 1      | 0           | 0          |
| V. Silva         | 28         | 1          | 8           | 0          | 0                 | 0                 | 0                 | 0                 | 28       | 1      | 8           | 0          |
| H. Termina       | 0          | 0          | 0           | 0          | 0                 | 0                 | 0                 | 0                 | 0        | 0      | 0           | 0          |
| R. Thielemann    | 7          | 0          | 2           | 1          | 1                 | 0                 | 1                 | 0                 | 8        | 0      | 3           | 1          |
| M. Topić         | 29         | 6          | 7           | 0          | 2                 | 0                 | 0                 | 0                 | 31       | 6      | 7           | 0          |
| R. Vágner        | 20         | 2          | 2           | 0          | 1                 | 0                 | 1                 | 0                 | 21       | 2      | 3           | 0          |